# E-Prix di Berlino 2019
L'E-Prix di Berlino 2019 (ufficialmente 2019 BMW i Berlin E-Prix Presented By CBMM Niobium) è stata la decima gara del campionato di Formula E 2018-2019 tenutasi al circuito dell'aeroporto di Berlino Tempelhof tra il 24 e il 25 maggio 2019. La gara è stata vinta da Lucas Di Grassi partito terzo. Sébastien Buemi, partito in pole position, ha concluso secondo mentre al terzo posto si è classificato Jean-Éric Vergne.

## Prima della gara
Nella precedente gara di Monaco, due piloti hanno ricevuto delle penalità per questo E-Prix: Alexander Sims per essersi scontrato con Di Grassi, e Robin Frijns per essersi scontrato con Sims.

## Risultati

### Qualifiche
| Pos.   | N. | Pilota                 | Squadra                   | Qualifica | Gap    | SuperPole | Gap    | Griglia |
| ------ | -- | ---------------------- | ------------------------- | --------- | ------ | --------- | ------ | ------- |
| 1      | 23 | Sébastien Buemi        | e.Dams-Nissan             | 1:07.625  | +0.006 | 1:07.295  | –      | 1       |
| 2      | 5  | Stoffel Vandoorne      | HWA Racelab               | 1:07.619  | –      | 1:07.693  | +0.398 | 2       |
| 3      | 11 | Lucas Di Grassi        | Audi Sport ABT Schaeffler | 1:07.926  | +0.258 | 1:07.719  | +0.424 | 3       |
| 4      | 17 | Gary Paffett           | HWA Racelab               | 1:07.877  | +0.301 | 1:07.783  | +0.488 | 4       |
| 5      | 3  | Alex Lynn              | Jaguar                    | 1:07.920  | +0.109 | 1:07.849  | +0.554 | 5       |
| 6      | 27 | Alexander Sims         | Andretti-BMW              | 1:07.728  | +0.334 | 1:08.017  | +0.722 | 11      |
| 7      | 66 | Daniel Abt             | Audi Sport ABT Schaeffler | 1:07.953  | +0.394 |           |        | 6       |
| 8      | 28 | António Félix da Costa | Andretti-BMW              | 1:08.013  | +0.427 | 7         |        |         |
| 9      | 25 | Jean-Éric Vergne       | Techeetah-DS              | 1:08.046  | +0.446 | 8         |        |         |
| 10     | 64 | Jérôme d'Ambrosio      | Mahindra                  | 1:08.065  | +0.467 | 9         |        |         |
| 11     | 94 | Pascal Wehrlein        | Mahindra                  | 1:08.086  | +0.5   | 10        |        |         |
| 12     | 22 | Oliver Rowland         | e.Dams-Nissan             | 1:08.119  | +0.563 | 12        |        |         |
| 13     | 2  | Sam Bird               | Virgin-Audi               | 1:08.182  | +0.584 | 13        |        |         |
| 14     | 16 | Oliver Turvey          | NIO                       | 1:08.203  | +0.599 | 14        |        |         |
| 15     | 6  | Maximilian Günther     | Dragon-Penske             | 1:08.218  | +0.604 | 15        |        |         |
| 16     | 48 | Edoardo Mortara        | Venturi                   | 1:08.223  | +0.644 | 16        |        |         |
| 17     | 8  | Tom Dillmann           | NIO                       | 1:08.263  | +0.695 | 17        |        |         |
| 18     | 20 | Mitch Evans            | Jaguar                    | 1:08.314  | +0.729 | 18        |        |         |
| 19     | 19 | Felipe Massa           | Venturi                   | 1:08.348  | +1.101 | 19        |        |         |
| 20     | 7  | José María López       | Dragon-Penske             | 1:08.720  | +1.3   | 20        |        |         |
| 21     | 4  | Robin Frijns           | Virgin-Audi               | 1:08.919  | +4.949 | 22        |        |         |
| 22     | 36 | André Lotterer         | Techeetah-DS              | 1:12.568  | +7.619 | 21        |        |         |
| Fonte: |    |                        |                           |           |        |           |        |         |

Note
1. 1 2  Alexander Sims e Robin Frijns hanno ricevuto una penalità di cinque posizioni in griglia per aver causato incidenti nella precedente gara di Monaco

### Gara
| Pos.   | N. | Pilota                 | Squadra       | Giri | Tempo/Ritiro | Griglia | Punti |
| ------ | -- | ---------------------- | ------------- | ---- | ------------ | ------- | ----- |
| 1      | 11 | Lucas Di Grassi        | Audi          | 37   | 47:02.477    | 3       | 26    |
| 2      | 23 | Sébastien Buemi        | e.Dams-Nissan | 37   | +1.856       | 1       | 21    |
| 3      | 25 | Jean-Éric Vergne       | Techeetah-DS  | 37   | +2.522       | 8       | 15    |
| 4      | 28 | António Félix da Costa | Andretti-BMW  | 37   | +5.845       | 7       | 12    |
| 5      | 5  | Stoffel Vandoorne      | HWA Racelab   | 37   | +6.336       | 2       | 10    |
| 6      | 66 | Daniel Abt             | Audi          | 37   | +6.551       | 6       | 8     |
| 7      | 27 | Alexander Sims         | Andretti-BMW  | 37   | +8.235       | 11      | 6     |
| 8      | 22 | Oliver Rowland         | e.Dams-Nissan | 37   | +10.781      | 12      | 4     |
| 9      | 2  | Sam Bird               | Virgin-Audi   | 37   | +13.153      | 13      | 2     |
| 10     | 94 | Pascal Wehrlein        | Mahindra      | 37   | +14.846      | 10      | 1     |
| 11     | 48 | Edoardo Mortara        | Venturi       | 37   | +15.377      | 16      |       |
| 12     | 20 | Mitch Evans            | Jaguar        | 37   | +17.688      | 18      |       |
| 13     | 4  | Robin Frijns           | Virgin-Audi   | 37   | +21.197      | 22      |       |
| 14     | 6  | Maximilian Günther     | Dragon-Penske | 37   | +26.154      | 15      |       |
| 15     | 19 | Felipe Massa           | Venturi       | 37   | +26.684      | 19      |       |
| 16     | 17 | Gary Paffett           | HWA Racelab   | 37   | +27.718      | 4       |       |
| 17     | 64 | Jérôme d'Ambrosio      | Mahindra      | 37   | +27.729      | 9       |       |
| 18     | 16 | Oliver Turvey          | NIO           | 37   | +32.117      | 14      |       |
| 19     | 8  | Tom Dillmann           | NIO           | 37   | +33.706      | 17      |       |
| 20     | 7  | José María López       | Dragon-Penske | 37   | +46.895      | 20      |       |
| Rit    | 36 | André Lotterer         | Techeetah-DS  | 28   | Batterie     | 21      |       |
| Rit    | 3  | Alex Lynn              | Jaguar        | 23   | Trasmissione | 5       |       |
| Fonte: |    |                        |               |      |              |         |       |

Note
1. ↑  Un punto per il giro più veloce
2. ↑  Tre punti per la pole position

## Classifiche
Campionato piloti
| +/– | Pos | Pilota                 | Punti |
| --- | --- | ---------------------- | ----- |
|     | 1   | Jean-Éric Vergne       | 102   |
| 3   | 2   | Lucas Di Grassi        | 96    |
| 1   | 3   | André Lotterer         | 86    |
|     | 4   | António Félix da Costa | 82    |
| 2   | 5   | Robin Frijns           | 81    |

Campionato costruttori
| +/– | Pos | Costruttore               | Punti |
| --- | --- | ------------------------- | ----- |
|     | 1   | DS Techeetah              | 188   |
| 1   | 2   | Audi Sport ABT Schaeffler | 163   |
| 1   | 3   | Envision Virgin Racing    | 137   |
| 1   | 4   | e.Dams-Nissan             | 124   |
| 1   | 5   | Mahindra                  | 117   |

- Note: vengono indicate solo le prime cinque posizioni delle classifiche.

## Altre gare
- E-Prix di Berlino 2018
- E-Prix di Monaco 2019
- E-Prix di Berna 2019